# Mare Caraibico
Il Mare Caraibico (denominazioni alternative: Mare Caribico, Mar dei Caraibi, Mar dei Caribi, Mar delle Antille) è un mare tropicale di tipo mediterraneo nell'emisfero occidentale, parte dell'Oceano Atlantico, a sud est del golfo del Messico, che copre gran parte della placca caraibica, delimitato a sud dall'America Meridionale, a ovest e a sud-ovest dall'America centrale, a nord e a est dalle Antille (Cuba, Hispaniola, Giamaica e Porto Rico delle Grandi Antille a nord, le Piccole Antille a est, a nord di Hispaniola, da Turks e Caicos e dalle Bahama); l'intera area del mar Caraibico con le numerose isole e le coste adiacenti è conosciuta come Caraibi.
Tra i più grandi mari della Terra con una superficie di circa 2.754.000 km², grossomodo simile a quella del mar Mediterraneo, il punto più profondo è al largo dell'isola di Cayman, tra Cuba e la Giamaica, con 7.686 metri sotto il livello del mare. La costa caraibica presenta uno svariato numero di baie e golfi tra cui il golfo di Gonâve, il golfo del Venezuela, il golfo di Darién, il golfo de los Mosquitos e il golfo dell'Honduras.
Insieme al golfo del Messico, il mar dei Caraibi forma il Mediterraneo americano, espressione non riportata normalmente nelle carte, ma usata in oceanografia, geologia e biologia marina.

## Etimologia
Il nome "Caraibi" deriva dalla pronuncia inglese del nome dei Caribe, uno dei gruppi indiano-americani dominante nella regione al momento del contatto europeo nel corso del tardo XV secolo.
Dopo la scoperta dell'America nel 1492 da parte di Cristoforo Colombo, gli spagnoli utilizzarono il termine Antille per denominare le isole del mar dei Caraibi, che, per il loro lungo predominio, è ancora frequentemente indicato in varie lingue europee appunto come "mar delle Antille", pur bagnando anche le coste orientali dell'America centrale e settentrionali di quella Meridionale.

## Storia

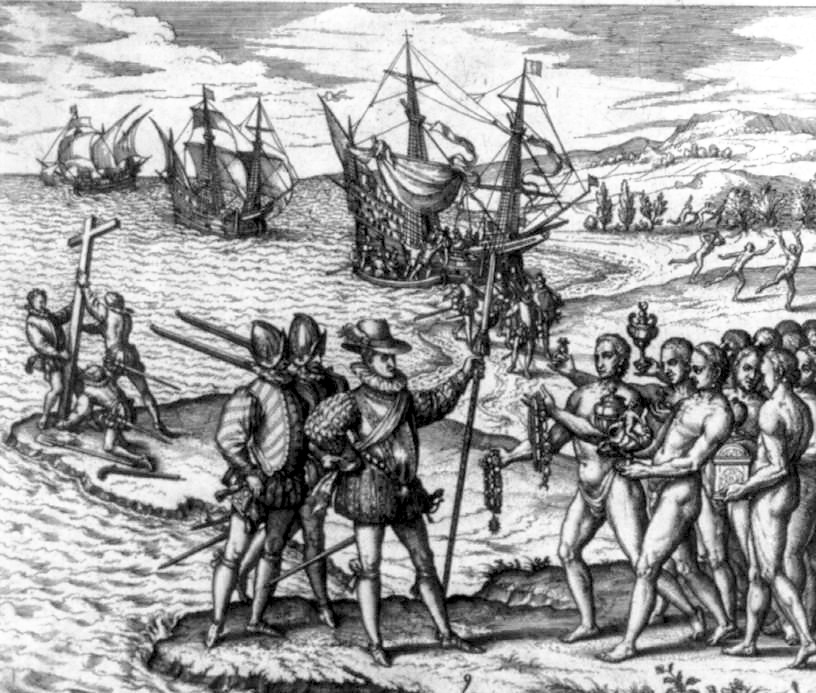
Lo sbarco di Cristoforo Colombo a Hispaniola nel 1492

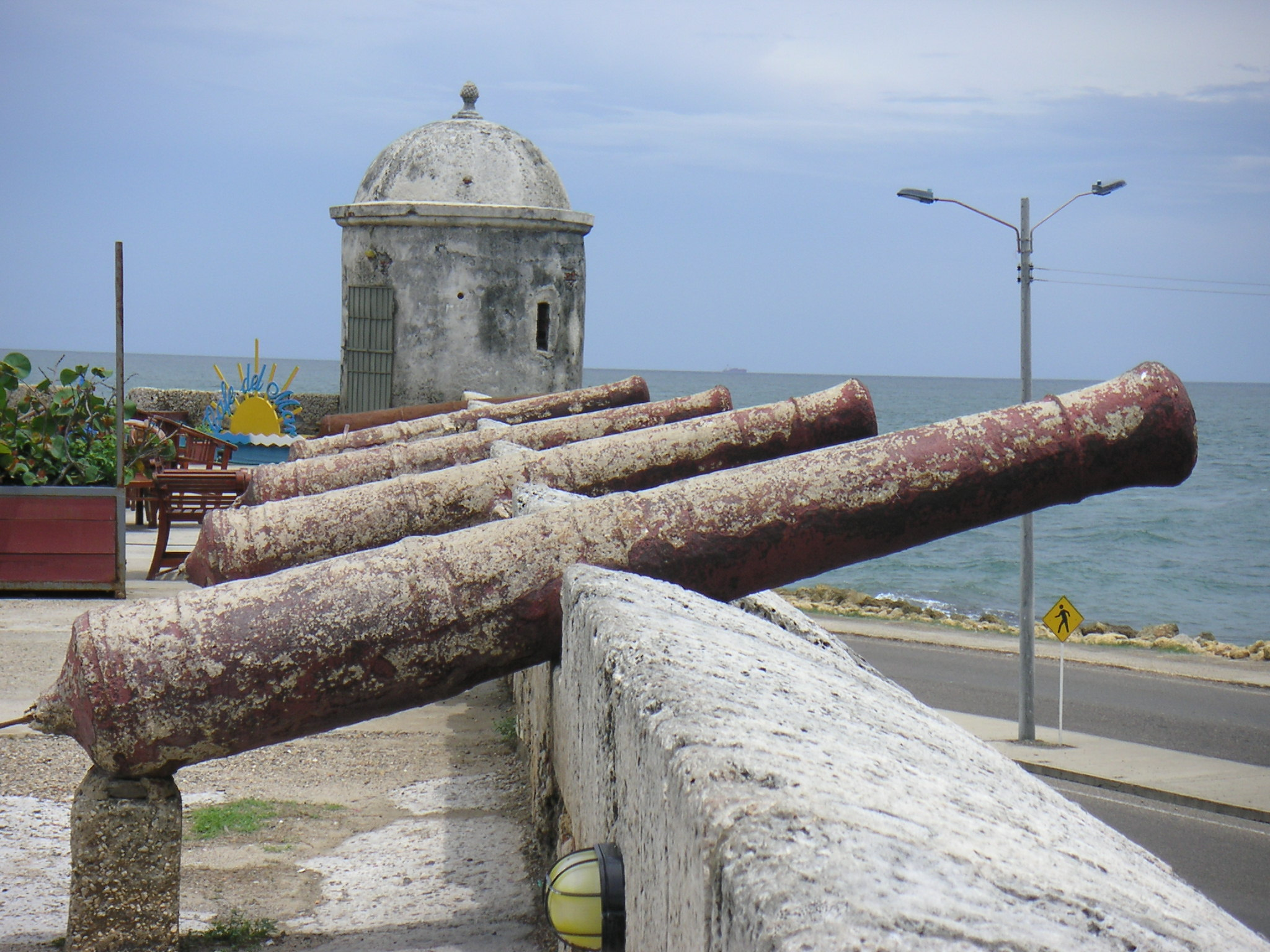
Mura di Cartagena de Indias

I primi abitanti delle isole delle Antille furono i Taino, tribù sedentarie con fede religiosa politeista che si distinguevano per essere buoni agricoltori, pescatori e lavoratori della ceramica. La loro lingua derivava da quella degli arawak, famiglia che li precedette essendo migrata verso il Sud America da circa 3000 anni. All'epoca delle scoperte, i Carib, abili come guerrieri e navigatori, provenienti prevalentemente dalla regione del fiume Orinoco, occupavano integralmente i territori dei Taino.
Il mar dei Caraibi fu un corpo d'acqua sconosciuto per le popolazioni eurasiatiche fino al 1492, quando Cristoforo Colombo divenne il primo europeo a solcare queste acque nel tentativo di trovare una rotta verso l'India. A quel tempo l'emisfero occidentale, era sconosciuto agli europei. Dopo la scoperta delle isole da parte di Colombo, l'area è stata rapidamente colonizzata da più civiltà occidentali. A seguito della colonizzazione delle isole dei Caraibi, il mare adiacente è diventato una zona animata per la marina europea, in quanto base commerciale, luogo di scambio e rotta per il trasporto dei più svariati prodotti, e questo commercio attirò anche la pirateria.
Le monarchie cattoliche permisero nel 1495 a tutti i propri sudditi di imbarcarsi nelle navi dirette verso le Indie occidentali appena scoperte, ma spesso gli equipaggi, privi di un'adeguata preparazione, divennero facile preda per i "lupi di mare". Lungo le coste dei Carabi, nel corso del tempo, presero a svilupparsi importanti punti commerciali e importanti fiere (come quella di Portobello). L'attacco dei pirati contribuì alla costruzione di fortificazioni lungo i porti, come a Cartagena de Indias e a L'Avana.
Poco dopo la sua scoperta, questo mare attirò l'interesse delle corone inglesi e francesi, le quali successivamente inviarono la loro marina per conquistare nuovi territori. I francesi si impadronirono di alcune isole quali Martinica e Guadalupa, gli inglesi con il tempo di Antigua, Montserrat, Barbados e Giamaica, tutti territori sottratti ai possedimenti dell'Impero spagnolo nei Caraibi. Nel 1625 prese forma sull'isola di Tortuga una base dove corsari e bucanieri si associarono per attaccare le imbarcazioni dalle colonie spagnole. Da Tortuga partivano le spedizioni per gli assedi contro le città costiere che durarono fino a tutto il XVII secolo. Un'altra famosa roccaforte pirata fu istituita nel porto giamaicano di Port Royal nel 1656, e rimase tale fino alla sua parziale distruzione in seguito al terremoto verificatosi il 7 giugno 1692. Alcuni dei pirati più temuti furono Henry Morgan, Francesco Nau detto l'Olonese, e Barbanera.
Dal XIX secolo buona parte delle colonie e delle realtà politiche affacciate sul mar dei Caraibi iniziarono a diventare paesi indipendenti, anche se attualmente alcuni possedimenti francesi, britannici e olandesi rimangono sotto l'amministrazione europea. Nelle sue acque sono presenti 22 territori insulari e 12 paesi. Cuba fu l'ultimo paese a ottenere l'indipendenza dalla Spagna nel 1898.
Nel 1903 Panama si separò dalla Colombia. Il 15 agosto 1914 venne inaugurato il canale artificiale di Panama che collegò il mar dei Caraibi con l'oceano Pacifico, e che venne amministrato dagli Stati Uniti fino al 31 dicembre 1999.
Il 12 dicembre 2001, i capi di Stato e di governo dei paesi membri dell'Associazione degli Stati caraibici, si riunirono sull'isola di Margarita (Venezuela), e adottarono la Dichiarazione di Margarita, "riconoscendo il mar dei Caraibi come un patrimonio comune nella regione, e un bene inestimabile a cui dare priorità alla conservazione, con l'obiettivo della "costruzione di una identità stessa dei Caraibi". Si impegnarono "a stabilire una più ampia zona di cooperazione dei Caraibi".

## Descrizione

### Geologia
Il Mar dei Caraibi è un mare situato sulla Placca caraibica. Si stima abbia un'età compresa tra i 160 e i 180 milioni di anni e si sia formato da una frattura orizzontale che ha diviso il supercontinente chiamato Pangea nel corso dell'era Mesozoica. La superficie del Mar dei Caraibi è suddivisa in 5 bacini separati da alcune catene montuose sottomarine. La pressione esercitata dalla placca sudamericana nella regione orientale dei Caraibi, rende l'arcipelago delle Piccole Antille caratterizzato da forte attività vulcanica (l'eruzione vulcanica del La Pelée nel 1902, fu la causa del maggior numero di vittime nel corso del ventesimo secolo, con quasi 30.000 morti)
.
L'Oceano Atlantico si collega con il Mar dei Caraibi attraverso il passaggio di Anegada tra le Piccole Antille e le Isole Vergini e il Canale Sopravento situato tra Cuba e Haiti. Il canale dello Yucatán collega il Mar dei Caraibi con il Golfo del Messico tra la Penisola dello Yucatán in Messico e Cuba. Il punto più profondo è la depressione delle Isole Cayman che arrivano a toccare i 7.686 metri sotto il livello del mare.
Sono localizzate due fosse oceaniche: la fossa delle Cayman e la fossa di Porto Rico. L'area è a forte rischio sismico. Dati storici mostrano che nel corso degli ultimi 500 anni si sono verificati nella zona dodici terremoti con una magnitudo superiore a 7,5, il più recente avvenuto nel canale fra Cuba e la Giamaica il 28/01/2020 (ore 14h00 locali), avente magnitudo 7.7 sulla scala Richter 

### Oceanografia

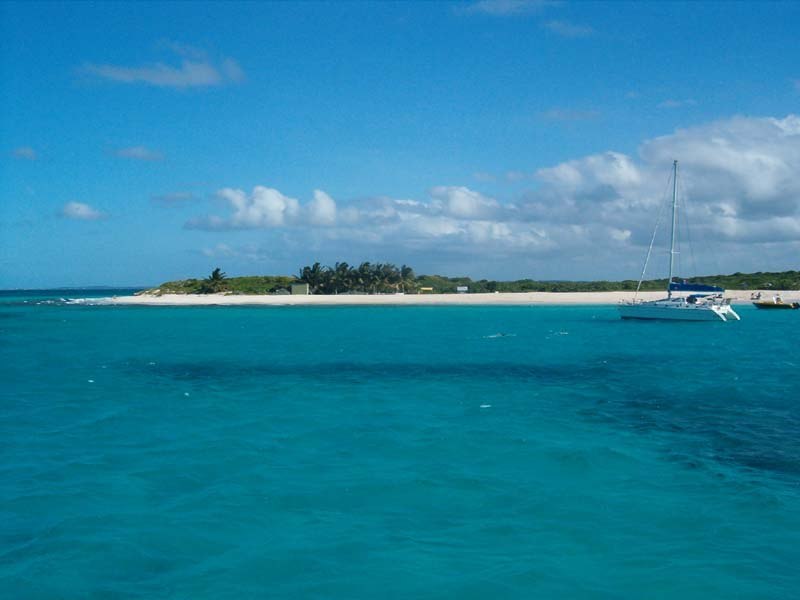
Anguilla

In media la salinità del Mar dei Caraibi è di 35-36 parti per mille, la temperatura superficiale è nell'ordine di 28 °C mentre, nel fondo marino, l'acqua raggiunge una temperatura di 4 °C.
Le correnti caraibiche trasportano notevoli quantità di acqua dall'Oceano Atlantico orientale attraverso le Piccole Antille per salire verso nord-ovest uscendo nel Golfo del Messico attraverso il canale dello Yucatán. Mediamente tra il 15 e il 20% delle acque dolci che entrano nel Mar dei Caraibi proviene dall'estuario del Orinoco e dei fiumi amazzonici, trasportata verso nord-ovest dalle correnti caraibiche.
Nella zona che si estende dal nord della Colombia verso il Nicaragua è presente durante quasi tutto l'anno una corrente circolare che ruota in senso antiorario. Questa corrente è generata dalle precipitazioni abbondanti nella regione, che può anche ridurre la temperatura e la densità delle acque, fornendo alcuni nutrienti quali azoto, fosforo utili alla vita vegetale.

### Idrografia
Il bacino idrografico del Mar dei Caraibi è uno dei più grandi del mondo. Il fiume più lungo che sfocia in questo mare è il Magdalena che, sorgendo sul Massiccio Colombiano, attraversa la Colombia per una lunghezza di circa 1.540 km. Il Maddalena, a sua volta, riceve le acque di altri importanti fiumi come il Cauca e il Cesar.
Altri fiumi che si gettano nei Caraibi sono: Unare, Tocuyo, Catatumbo e Chama in Venezuela; Ranchería, Sinú e Atrato in Colombia; San San, Chagres (Canale di Panama) e Changuinola a Panama; Grande, Prinzapolca e Huahua in Nicaragua; San Juan al confine tra Nicaragua e Costa Rica, che collega il Lago Nicaragua ai Caraibi; Segovia al confine tra Honduras e Nicaragua; Patuca, Sico, Ulua e Aguán in Honduras; Motagua in Guatemala, Belize in Belize; Rio Hondo in Messico; Cauto a Cuba; Yaque del Sur, Ozama e Macoris nella Repubblica Dominicana; Negro in Giamaica e Grande de Patillas a Porto Rico.
Il lago di Maracaibo è collegato ai Caraibi attraverso il Golfo del Venezuela, e rappresenta il più grande lago del Sud America con una superficie di 13.820 km², oltre a essere uno dei più antichi della Terra.

### Clima
Il clima dei Caraibi è influenzato dalle correnti oceaniche del Golfo e Humboldt. La posizione del mare tropicale aiuta a conservare l'acqua a una temperatura moderatamente alta, variando durante l'anno tra i 21° e 32,2 °C.
I Caraibi sono luogo di formazione di uragani. La stagione degli uragani va da giugno a dicembre, e con maggiore presenza tra agosto e settembre. In media ogni anno si formano circa il 9 tempeste tropicali e 5 raggiungono la forza di uragano. Secondo il Centro Nacional de Huracanes nei Caraibi si sono verificati 385 uragani tra il 1494 e il 1900. La correnti d'aria che si sviluppano sulla costa occidentale dell'Africa, nel loro percorso attraverso l'Oceano Atlantico, possono diventare tempeste tropicali e uragani, in particolare nelle zone di bassa pressione della regione orientale dei Caraibi.
Fra i più devastanti uragani registrati si ricordano: l'uragano San Calixto II tra il 10 e il 16 ottobre 1780, abbattutosi tra le Piccole Antille, Porto Rico, Repubblica Dominicana e Florida, provocando tra i 22.000 e i 24.000 morti; e l'uragano Mitch, che originatosi tra le coste della Colombia e l'America centrale si diresse verso la penisola dello Yucatán e successivamente la Florida tra il 22 ottobre e il 5 novembre 1998, provocando tra gli 11.000 e i 18.000 morti.
Gli uragani sono un problema che si verifica annualmente sulle isole dei Caraibi. La loro natura distruttiva si abbatte anche sulle barriere coralline a causa del depositato di grandi quantità di sabbia, fango, rocce e sedimenti.

## Galleria d'immagini

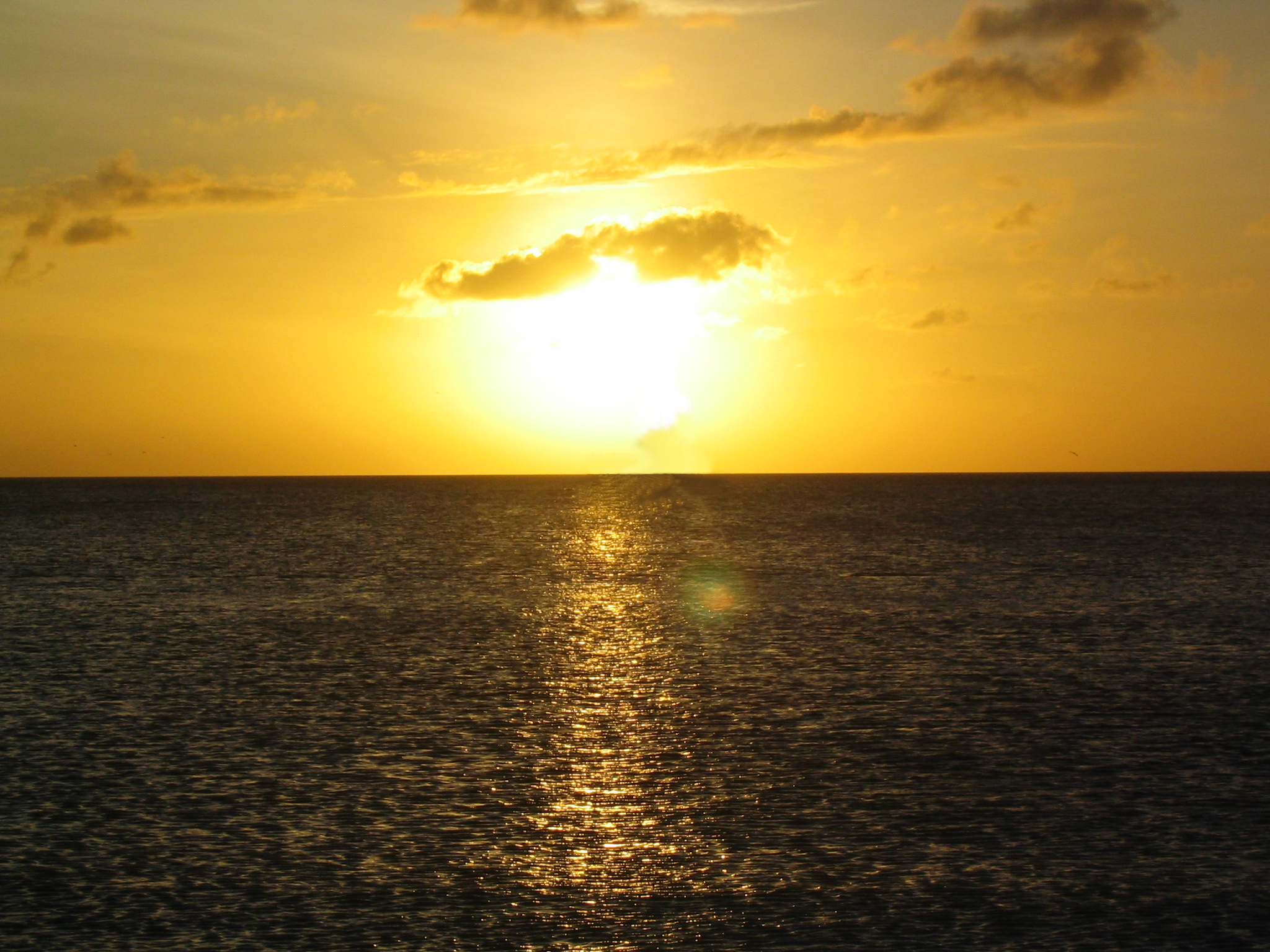
Aruba
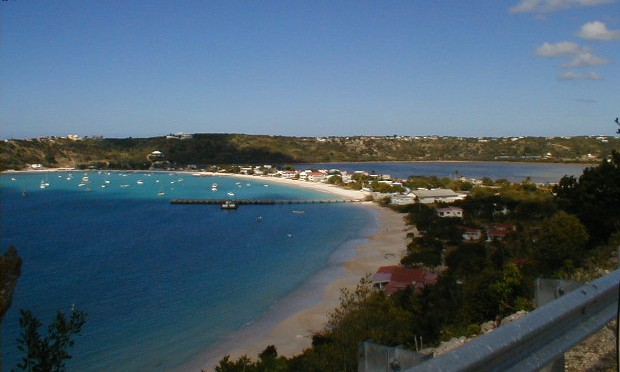
Anguilla
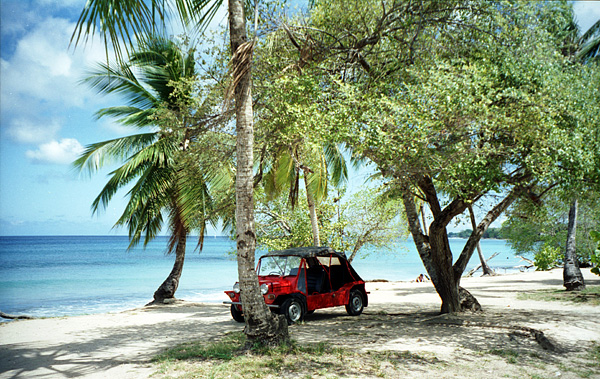
Barbados
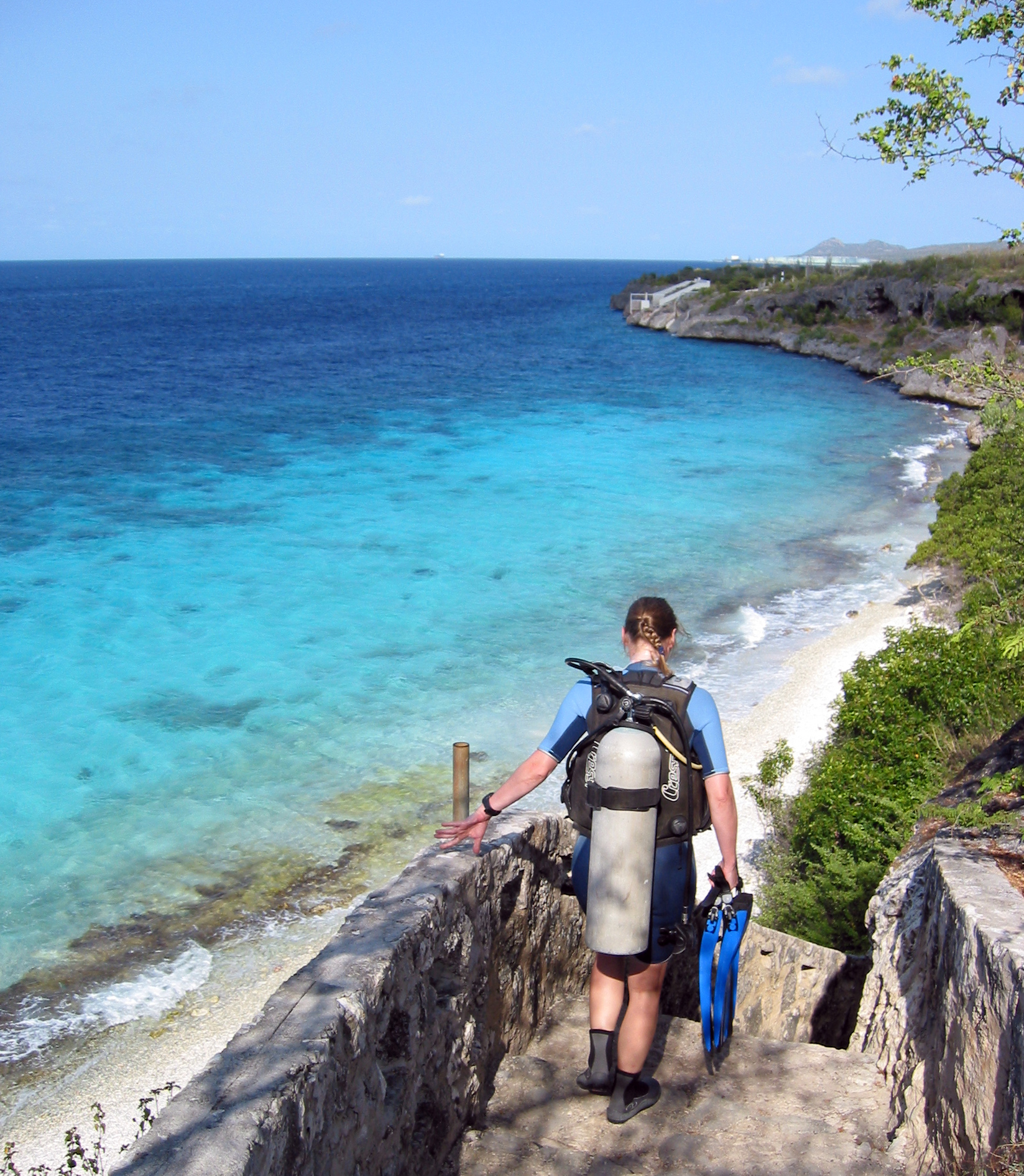
Bonaire
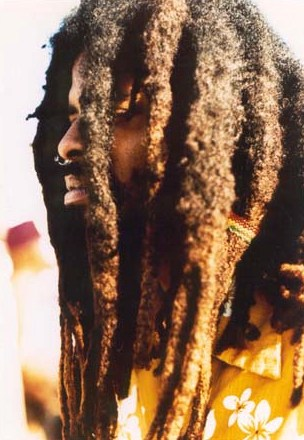
Rasta in Giamaica
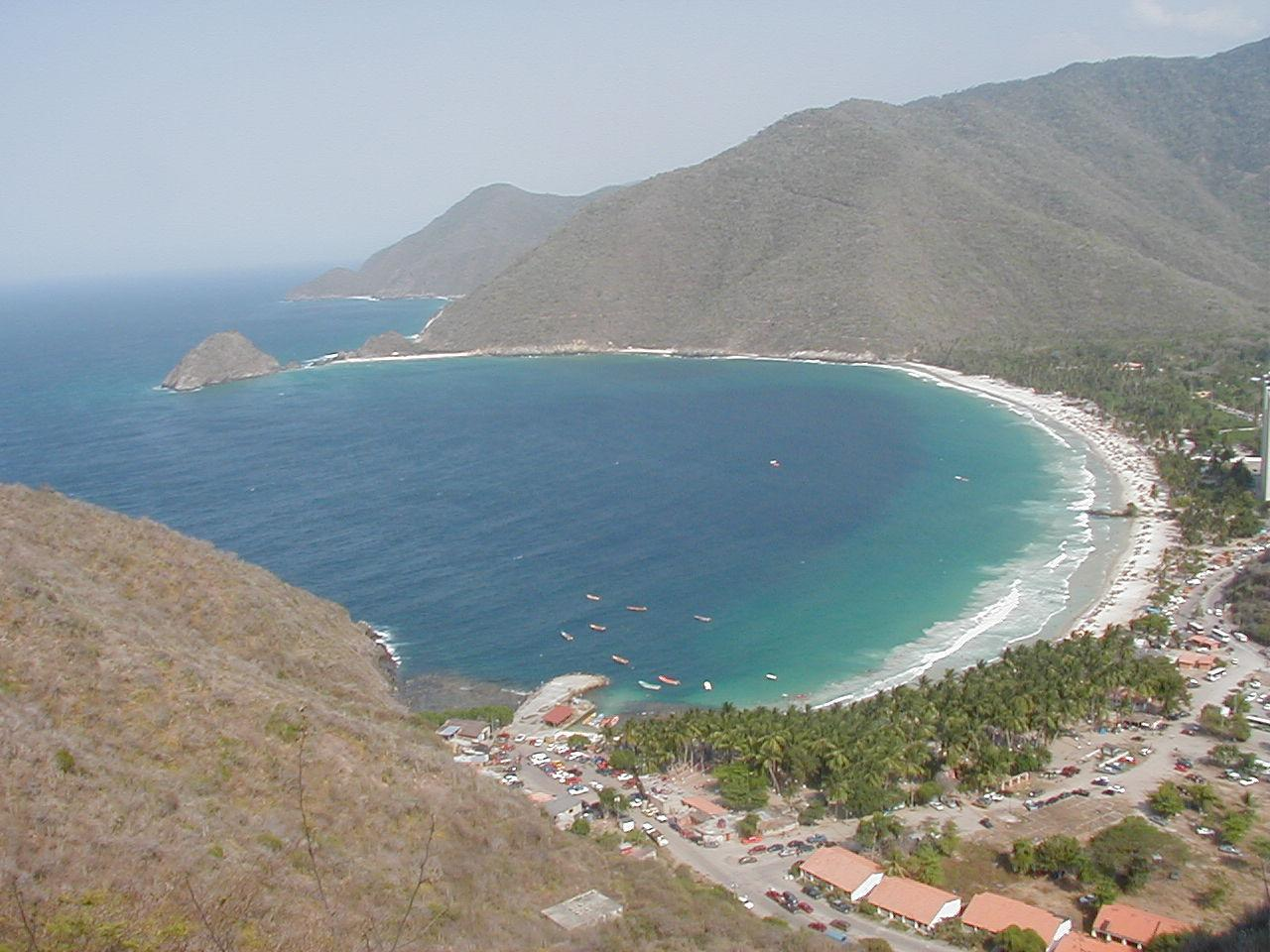
Bahía de Cata nello stato venezuelano di Aragua
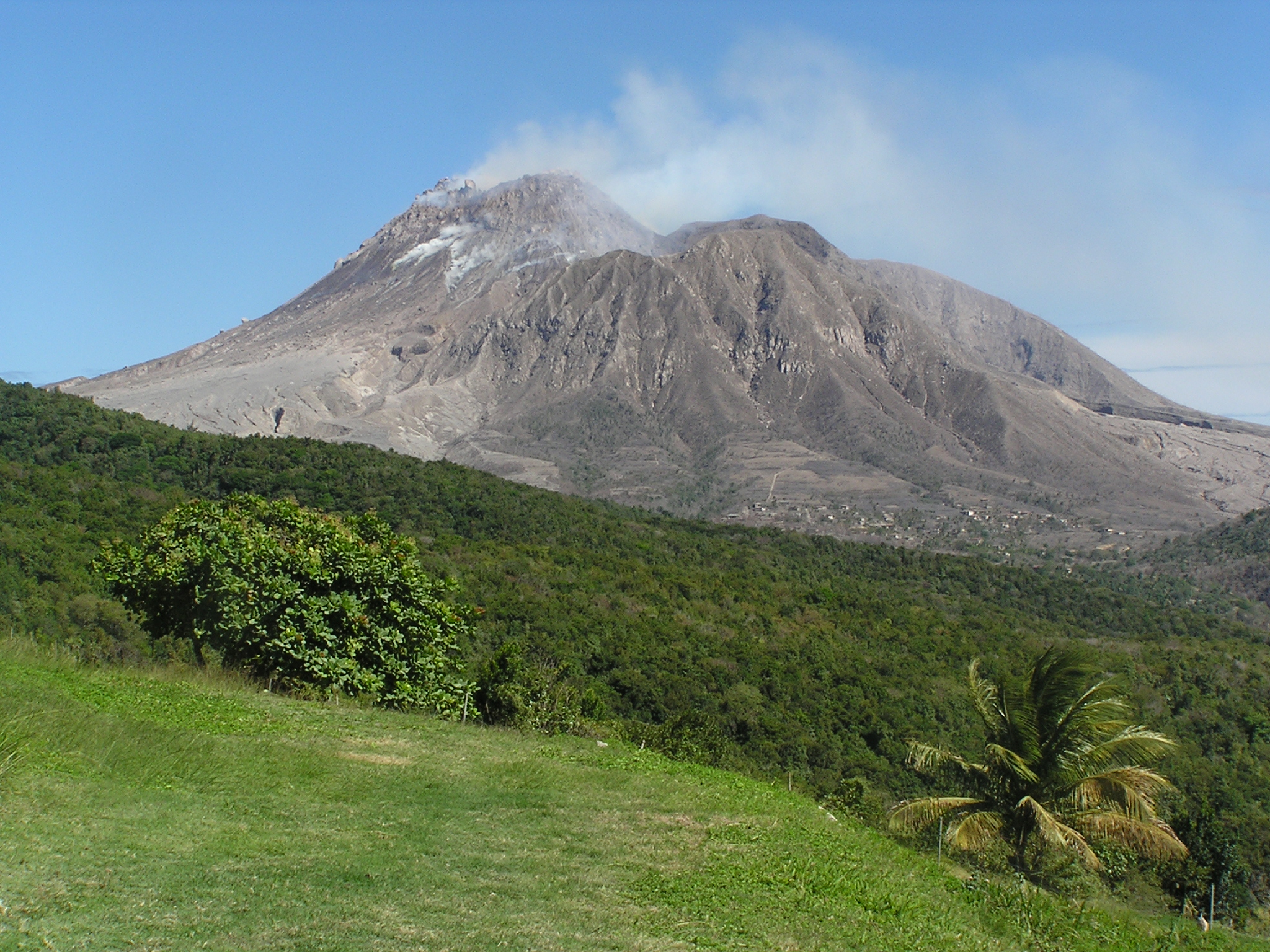
Montserrat
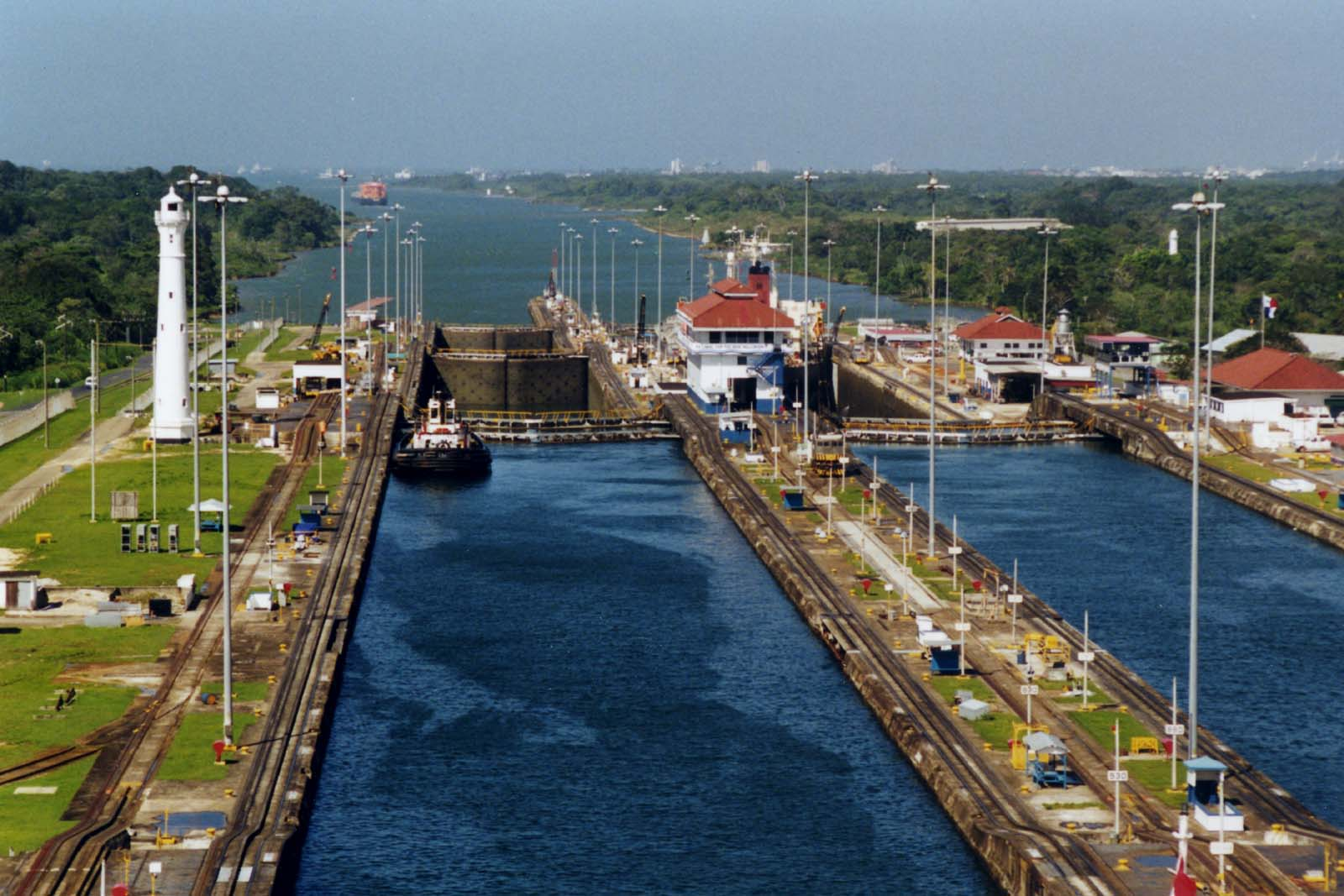
Canale di Panama